# (6476) 1987 VT
(6476) 1987 VT (1987 VT, 1980 DN4, 1989 AQ3) — астероїд головного поясу.
Тіссеранів параметр щодо Юпітера — 3,241.